# Stadio Mario Rigamonti
Stadio Mario Rigamonti er et fodboldstadion i den italienske by Brescia. Hjemmehørende på stadion er den italienske Serie A-hold Brescia.
| Idrætsanlæg | Spire Denne artikel om et idrætsanlæg er en spire som bør udbygges. Du er velkommen til at hjælpe Wikipedia ved at udvide den. |

45°34′14″N 10°14′13″Ø / 45.57056°N 10.23694°Ø